# Tadeusz Bochnia
Tadeusz Bochnia (ur. 23 października 1956 w Pionkach) – polski samorządowiec, prezydent Ciechanowa (1990–1994).

## Życiorys
Ukończył studia na Wydziale Ekonomicznym UMCS. Pracował w Zakładach Narzędzi „Viz”, następnie w Spółdzielni Mieszkaniowej „Ziemowit”, której był wiceprezesem. W 1990 został wybrany prezydentem miasta przez pierwszą po II wojnie światowej Radę Miejską pochodzącą z demokratycznych wyborów powszechnych. Po odejściu z urzędu w 1994 powrócił do pracy w spółdzielni „Ziemowit”, prowadził również własną działalność gospodarczą. W 1999 podjął pracę w lokalnym Towarzystwie Budownictwa Społecznego, obejmując m.in. obowiązki prezesa zarządu. Obecnie pełni obowiązki głównego specjalisty ds. utrzymania zasobów mieszkaniowych 
i inwestycji TBS. Obecnie Tadeusz Bochnia ponownie pełni obowiązki Prezesa TBS w Ciechanowie